# Финта
Финта, или средиземноморская финта (лат. Alosa fallax), — вид лучепёрых рыб семейства сельдевых.

## Описание
Тело прогонистое, брюхо сжато с боков, имеется хорошо выраженный киль. Длина небольшой, невысокой и узкой головы равна 22,6—24,5 % длины тела. Глаза небольшие, имеются жировые веки. Рот крупный, верхняя челюсть протягивается за вертикаль середины глаза. Жаберные тычинки короткие и грубые со слабо развитыми редкими и тупыми боковыми шипиками; по длине равны жаберным лепесткам. В спинном плавнике 19—20 лучей (первые 4 луча неветвистые); в анальном 20—22 (первые 3 луча неветвистые); тычинок на 1-й жаберной дуге 34—37 (в среднем 35).
Спина и верхняя часть головы окрашены в светло-голубой цвет; с каждой стороны за жаберной крышкой по бокам сверху имеется по тёмному пятну, за этим пятном иногда расположены ещё 7—8 пятен.
Длина тела до 53 см, обычно меньше — 20—30 см; масса до 2,4 кг.

## Распространение
Финта распространена в водах северо-восточной Атлантики от побережья Марокко до побережья Норвегии, в Северном море и южной части Балтийского моря до Стокгольма. В Средиземном и Чёрном морях живёт подвид Alosa fallax nilotica — средиземноморская финта. Два других подвида — это исключительно пресноводные формы: Alosa fallax killarnensis живёт в озёрах рядом с Килларни в Ирландии, а Alosa fallax lacustris обитает в озёрах Лаго-Маджоре, Лугано, Комо, Гарда и Изео.

## Образ жизни
Проходная рыба. Финта питается мелкими ракообразными. Морские формы поднимаются для нереста в реки. К нересту в мае, июне и июле финты собираются в устьях рек и движутся затем в низовья рек. В кладке от 80 000 до 200 000 яиц, из которых через 3—8 дней появляются личинки.
В реки Италии нерестовый ход начинается в первой половине марта. Рыбы мечут икру ночью при температуре воды 22—25 °C в местах с каменистым грунтом. После нереста они скатываются в море. Молодь скатывается в устья рек в октябре. Плодовитость самок финты составляет около 150 тыс. икринок или более.
Самцы становятся половозрелыми в 4-летнем возрасте, реже в 2—3 года. Самки достигают половой зрелости в 5 лет, реже в 4 года. Финта нерестится несколько раз в жизни. На нерестилищах встречаются 7—8-летние особи. Самки в целом растут быстрее самцов
Во время нереста в реках рыбы не питаются. В море основу их рациона составляют различные ракообразные (чаще Gammarus pungensis), иногда мелкие рыбы (анчоусы, сардины, бычки).

## Взаимодействие с человеком
В России имеет небольшое промысловое значение. Попадается в качестве прилова при промысле других сельдей. Финту ловят неводом. Засаливают вместе с другими сельдями. Международный союз охраны природы присвоил виду охранный статус «Вызывающий наименьшие опасения».